# Walter Drack
Walter Drack (* 19. August 1917 in Obersiggenthal; † 7. Mai 2000 in Zürich) war ein Schweizer Archäologe und Denkmalpfleger.

## Leben und Wirken
Walter Drack studierte ab 1936 Ur- und Frühgeschichte, Philosophie, Geschichte und Kunstgeschichte in Innsbruck, Zürich und Basel. 1943–1945 war er Assistent am Institut für Ur- und Frühgeschichte der Universität Basel, 1945 erfolgte die Promotion mit einer Arbeit zur helvetischen Terra Sigillata-Imitation.
Von 1945 bis 1949 erstellte er das erste Inventar der römischen Wandmalerei in der Schweiz. Es folgten Studienreisen nach Italien, Frankreich, England und Österreich, ab 1946 die Leitung verschiedener Ausgrabungen in der ganzen Schweiz. 1953 erhielt er einen Preis des Schweizerischen Nationalfonds zur Förderung der wissenschaftlichen Forschung. Von 1949 bis 1956 war er auch Konservator der Kunstsammlung Bührle in Zürich. 1957 war er für die Kunstgilde Luzern tätig, im selben Jahr erfolgte die Berufung nach Zürich als erster kantonaler Denkmalpfleger. Diese Position bekleidete er ab 1958 im Halb-, von 1960 bis zur Pensionierung 1982 im Vollamt. Seine Bestandsaufnahme kulturhistorisch bedeutender Objekte im Kanton Zürich führte zum umfassenden Kulturgüterinventar. Immer wieder gelang es ihm auch, Bauwerke, die heute zum festen Bestand der Zürcher Kulturgüter gehören, vor dem Abbruch zu bewahren. Sein Anliegen, archäologische Fundstätten zu erschliessen, war stets mit dem Bestreben verbunden, sie auch der Öffentlichkeit zugänglich zu machen.
Von 1968 bis 1995 war Drack Mitglied der Eidgenössischen Kommission für Denkmalpflege, ab 1972 Kuratoriumsmitglied am Institut für Denkmalpflege der ETH Zürich, der Fondation Pro Aventico und der Fondation Pro Octoduro. 1977 wurde er Ehrenmitglied von Pro Vindonissa und der Schweizerischen Gesellschaft für Ur- und Frühgeschichte. 1989 erhielt er den STEO-Preis des Zürcher Regierungsrates.
Mit der Pensionierung 1982 konnte Drack seine wissenschaftliche Arbeit und deren Publikationen intensivieren, wie jene zum Üetliberg, zur spätrömischen Grenzwehr am Hochrhein oder seine minutiösen Widerlegungen von Mythen wie jene rund um die Geschichte des Hufeisens oder jene des Wasserhahns. Sie alle zeigen, wie Drack Archäologie verstand: als Teil der Kulturgeschichte, die aus den oft unscheinbaren materiellen Überresten zu einem präziseren Bild der Vergangenheit beitragen kann.

## Schriften (Auswahl)
- Die helvetische Terra sigillata-Imitation des 1. Jahrhunderts n. Chr. (= Schriften des Instituts für Ur- und Frühgeschichte der Schweiz. 2, ZDB-ID 1361698-5). Institut für Ur- und Frühgeschichte der Schweiz, Basel 1945 (Zugleich: Basel, Universität, Dissertation, 1945).
- Die römischen Töpfereifunde von Baden-Aquae Helveticae (= Schriften des Instituts für Ur- und Frühgeschichte der Schweiz. 6). Institut für Ur- und Frühgeschichte der Schweiz, Basel 1949.
- Die römische Wandmalerei der Schweiz (= Monographien zur Ur- und Frühgeschichte der Schweiz. 8, ISSN 1012-6295). Birkhäuser, Basel 1950.
- Ältere Eisenzeit der Schweiz. Birkhäuser, Basel 1958–1964;
  - 1: Kanton Bern (= Materialhefte zur Ur- und Frühgeschichte der Schweiz. 1, ZDB-ID 1137194-8). Teil 1. 1958;
  - 2: Kanton Bern (= Materialhefte zur Ur- und Frühgeschichte der Schweiz. 2). Teil 2. 1959;
  - 3: Kanton Bern (= Materialhefte zur Ur- und Frühgeschichte der Schweiz. 3). Teil 3. 1960;
  - 4: Die Westschweiz. Kantone Freiburg, Genf, Neuenburg, Waadt und Wallis (= Materialhefte zur Ur- und Frühgeschichte der Schweiz. 4). 1964.
- mit Karl Schib: Urgeschichte, römische Zeit und Mittelalter (= Illustrierte Geschichte der Schweiz. Bd. 1). Benziger, Einsiedeln u. a. 1958.
- Der römische Gutshof bei Seeb. Provisorischer Führer. Direktion der öffentlichen Bauten des Kantons Zürich, Zürich 1964.
- Grüningen (= Schweizerische Kunstführer. 62, ISSN 2235-0632). Gesellschaft für Schweizerische Kunstgeschichte, Bern 1964.
- Eglisau (= Schweizerische Kunstführer. 75). Gesellschaft für Schweizerische Kunstgeschichte, Bern 1967.
- Der römische Gutshof bei Seeb (= Archäologische Führer der Schweiz. 1, ZDB-ID 2293187-9). Historisches Museum, Bern 1969.
- mit Hans Rutishauser: Die Lazariterkirche Gfenn bei Dübendorf (= Schweizerische Kunstführer. 125). Gesellschaft für Schweizerische Kunstgeschichte, Basel 1973.
- mit Hans Martin Gubler: Elgg (= Schweizerische Kunstführer. 141). Gesellschaft für Schweizerische Kunstgeschichte, Bern 1974.
- mit Thea Vignau-Wilberg: Kapelle Uhwiesen ZH (= Schweizerische Kunstführer. 170). Gesellschaft für Schweizerische Kunstgeschichte, Basel 1974.
- als Herausgeber et al.: Denk mal! Denkmalpflege im Kanton Zürich gezeigt an 100 Beispielen von archäologischer, kunst- und kulturhistoirscher Bedeutung sowie des Ortsbild- und Heimatschutzes – zum Europäischen Jahr für Denkmalpflege und Heimatschutz 1975. Lehrmittelverlag des Kantons Zürich, Zürich 1975.
- als Herausgeber: Siedlungs- und Baudenkmäler im Kanton Zürich. Ein kulturhistorischer Wegweiser. Gut, Stäfa 1975.
- Die römische Kryptoportikus von Buchs, ZH ihre Wandmalerei (= Archäologische Führer der Schweiz. 7). Schweizerische Gesellschaft für Ur- und Frühgeschichte, Basel 1976.
- mit Hugo Schneider: Der Üetliberg. Die archäologischen Denkmäler (= Archäologische Führer der Schweiz. 10). Schweizerische Gesellschaft für Ur- und Frühgeschichte, Zürich 1977.
- mit Thea Vignau-Wilberg: Kapellen Breite (Nürensdorf) und Rikon (Illnau-Effretikon) (= Schweizerische Kunstführer. 226). Gesellschaft für Schweizerische Kunstgeschichte, Basel 1977.
- Die spätrömische Grenzwehr am Hochrhein (= Archäologische Führer der Schweiz. 13). Schweizerische Gesellschaft für Ur- und Frühgeschichte, Basel 1980.
- Glanzenberg. Burg und Stadt. Bericht über die Freilegungs- und Sicherungsarbeiten von 1975 und 1980/81. Gemeinderat Unterengstringen, Unterengstringen 1983.
- mit Karl Keller, Albert Knoepfli: Die reformierte Kirche St. Arbogast in Oberwinterthur (= Schweizerische Kunstführer. 354). Gesellschaft für Schweizerische Kunstgeschichte, Bern 1984, ISBN 3-85782-354-2.
- Die archäologischen Untersuchungen auf dem Üetliberg in den Jahren 1979–1983. Ein Rechenschaftsbericht. Stiftung für die Erforschung des Üetlibergs, Zürich 1985.
- Römische Wandmalerei. Unter Mitarbeit von Oskar Emmenegger, Jürg Ewald, Rudolf Fellmann, Michael Fuchs und Denis Weidmann. Raggi, Feldmeilen 1986, (Katalog für die in Liestal, Bregenz, Chur und Freiburg gezeigte Ausstellung).
- mit Frank R. Zwalen, Paul Guyer, Hugo Schneider: Der Üetliberg. Orell Füssli, Zürich u. a. 1986, ISBN 3-280-01656-8.
- Die archäologischen Untersuchungen auf dem Üetliberg in den Jahren 1979–1984. Ein Rechenschaftsbericht. Stiftung für die Erforschung des Üetlibergs, Zürich 1988.
- mit Rudolf Fellmann: Die Römer in der Schweiz. Theiss u. a., Stuttgart u. a. 1988, ISBN 3-8062-0420-9.
- Der römische Gutshof bei Seeb, Gem. Winkel. Ausgrabungen 1958–1969 (= Berichte der Zürcher Denkmalpflege. Monographien. 8, ZDB-ID 806911-6). Orell Füssli, Zürich 1990, ISBN 3-280-02013-1.
- Hufeisen – entdeckt in, auf und über der römischen Strasse in Oberwinterthur (Vitudurum). In: Bayerische Vorgeschichtsblätter. 55, 1990, ISSN 0341-3918, S. 191–239.
- mit Rudolf Fellmann: Die Schweiz zur Römerzeit. Führer zu den Denkmälern. Artemis & Winkler, Zürich u. a. 1991, ISBN 3-7608-1045-4.
- mit Alfred Lüthi: Obersiggenthal. Geschichte der Gemeinde. Baden-Verlag, Baden (Schweiz) 1994, ISBN 3-85545-085-4.
- Zur Geschichte des Wasserhahns. Die römischen Wasser-Armaturen und mittelalterlichen Hahnen aus der Schweiz und dem Fürstentum Liechtenstein (= Mitteilungen der Antiquarischen Gesellschaft in Zürich. 64). Rohr, Zürich 1997, ISBN 3-85865-513-9.
- mit Andreas Pfleghard und Christian Renfer: Eine Denkmalpflege im Aufbau. 1958–1998. Anlässlich des 40jährigen Bestehens der kantonalen Denkmalpflege Zürich 1958–1998 (= Kleine Schriften zur Zürcher Denkmalpflege. 1). Baudirektion Kanton Zürich – Hochbauamt Denkmalpflege, Zürich u. a. 1999, ISBN 3-905647-90-7.